# Kleinkastell Weltenburg-Frauenberg
Kleinkastell Weltenburg-Frauenberg wird ein Fundplatz genannt, der am Frauenberg auf der Gemarkungsfläche des Klosters Weltenburg im Landkreis Kelheim, Bayern liegt. Die dort entdeckten Reste eines kleinen Baukomplexes befinden sich auf einem mächtigen Felssporn, der durch die darunter fließende, tief eingegrabene Donau gebildet wurde. Nach Aussage ihres Ausgräbers, dem Prähistoriker Konrad Spindler (1939–2005), wäre die kleine Anlage als römische Fortifikation dem spätantiken Donau-Iller-Rhein-Limes zuzurechnen. Der Prähistoriker Michael Maria Rind und der Mittelalterarchäologe Mathias Hensch stellten nach ihren Forschungen bis Ende 2008 die älteren Grabungsergebnisse zum Kastell in Frage und plädierten dafür, die ergrabenen Baustrukturen als Teil einer im frühen 11. Jahrhundert als Weltinopolis überlieferten Burg der Bischöfe von Regensburg anzusehen. So tauchte noch im 13. Jahrhundert ein Castrum auf dem Weltenburger Frauenberg in der schriftlichen Überlieferung auf.

## Lage
Seit der Frühbronzezeit wurde der markante Frauenberg immer wieder besiedelt. Die unterhalb des Bergplateaus rund 390 Meter hoch gelegene Befestigung nutzte in der Nachfolge eines möglichen frühkaiserzeitlichen Postens die topographisch günstige Lage auf dem nordwestlich ausgerichteten Felssporn des Frauenbergs weit über der Donau und lag am Zugang zum Donaudurchbruch bei Weltenburg. Der auf einer Höhe von 342 Metern fließende Fluss hat sich in diesem Bereich bis zu 80 Meter tief in den Kalkstein des Oberjura eingearbeitet. Die Anlage wurde direkt an der südwestlichen Abbruchkante des Berges errichtet, die steil zur Donau hin abfällt. Den Bewohnern war es so möglich, den Schiffsverkehr bei der Ein- und Ausfahrt in den gefährlichen Durchbruch zu beobachten. Nach Nordwesten konnte man über das Flusstal hinweg die Höhen des Hienheimer Forstes zwischen dem Schönberg (456 Meter) und dem Hirsch-Berg (478 Meter) überblicken, nach Nordosten wurde die Sicht durch das weiter ansteigende Gelände des Frauenbergs eingeschränkt. Der Bergsporn erlaubte einen Angriff nur von Südosten her, wobei vorher der unüberwindliche Donaudurchbruch zu umgehen war. Der Blick nach Südosten ermöglichte eine Überwachung des von dort kommenden Weges auf seinem letzten Abschnitt. Inwieweit der ebenfalls im Süden sichtbare Wolfgangswall bereits in der Antike oder vorgeschichtlichen Zeit als Vorgängeranlage bestand, ist bisher nicht bekannt. Urkundlich nachweisbar ist, dass für diesen, den Bergsporn sperrenden Wall im Zuge der Ungarneinfälle (899 bis 955) geschanzt wurde. Drei weitere vorgeschichtliche Wallanlagen sind weiter südlich nachgewiesen. Nördlich der Anlage soll der kirchlichen Überlieferung nach ein Minervatempel gestanden haben. Dieser wäre von der Befestigung aus nicht einsehbar gewesen und hätte an dem nach Nordwesten abfallenden Berghang auf einer Höhe von rund 360 Metern gelegen.
Bei Weltenburg richteten die Römer in der Mitte des 1. Jahrhunderts n. Chr. den östlichen Ausgangspunkt der sogenannten Donausüdstraße ein. Diese Via militaris war eine wichtige mit Kastellen gesicherte Heer- und Versorgungsstraße, welche die Donau nach Westen bis zu ihrem Ursprung begleitete. Die obere Donau bildete bei Weltenburg die Grenze des römischen Reiches mit dem von den Römern nicht besetzten Germanien.

## Forschungs- und Baugeschichte

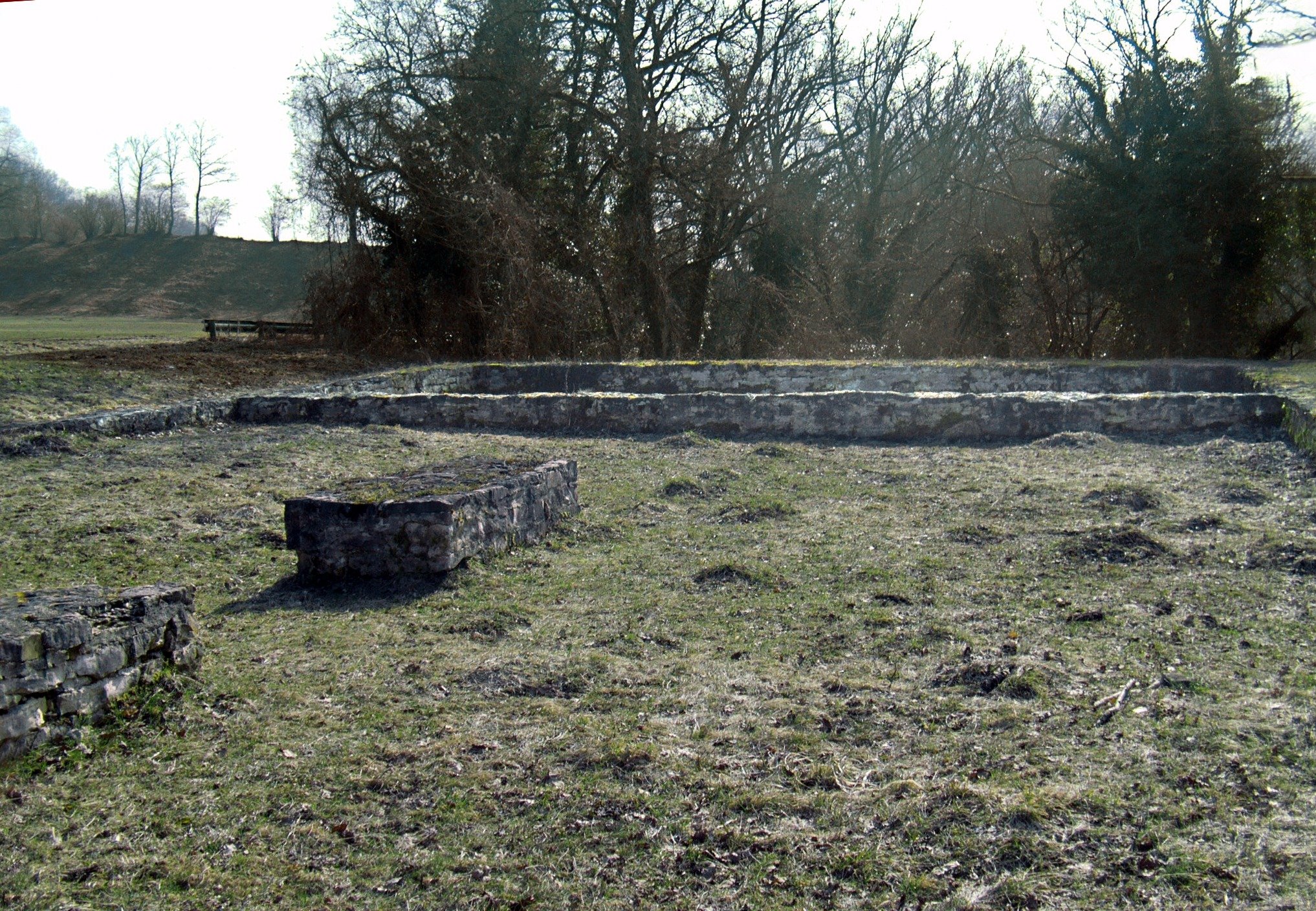
Der von Spindler ergrabene Bau mit dem Wolfgangswall im Bildhintergrund

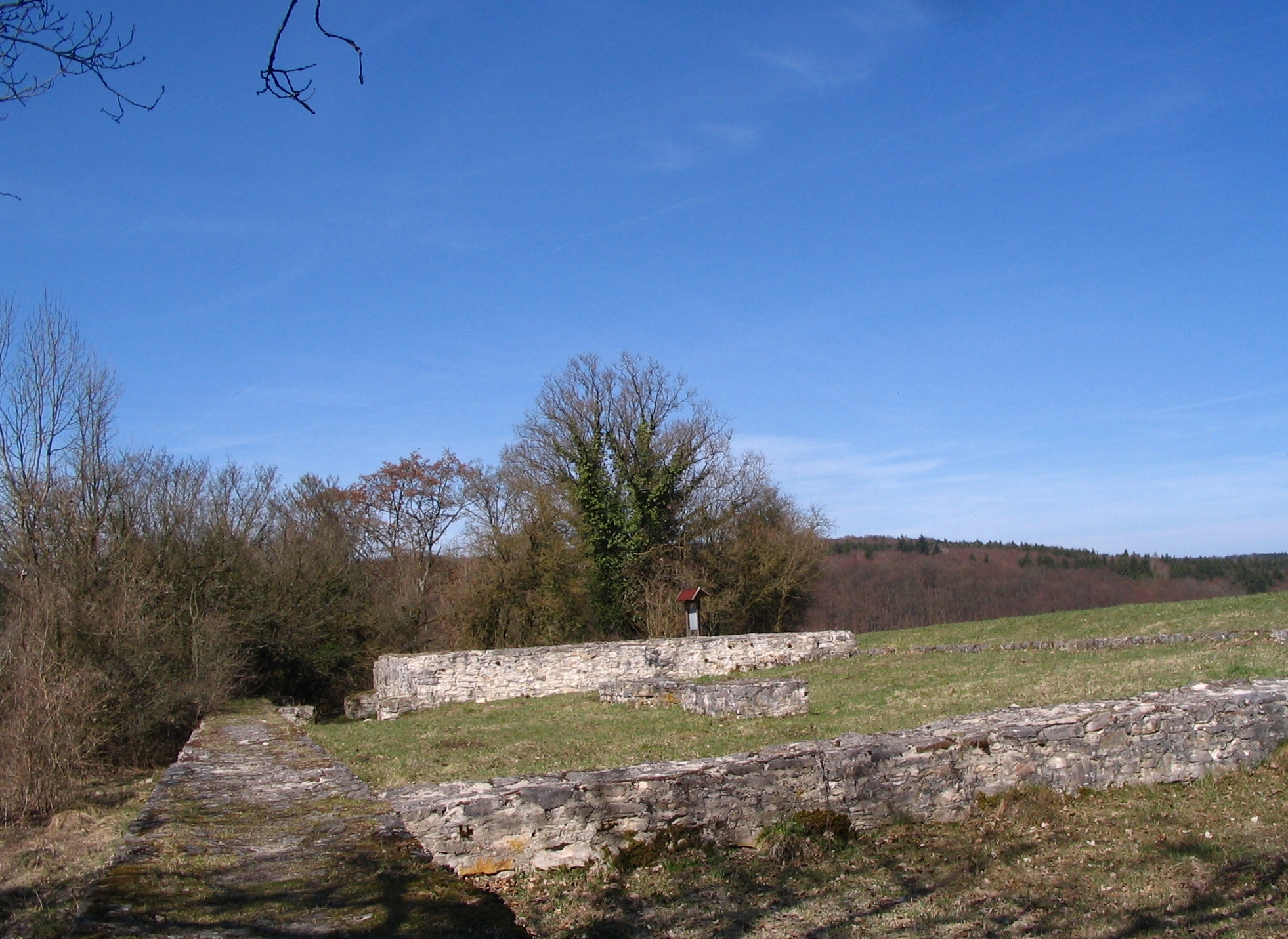
Nach Analysen der Archäologen Hensch und Rind sind die ursprünglich als Kleinkastell angesprochenen Baureste mittelalterlichen Ursprungs.

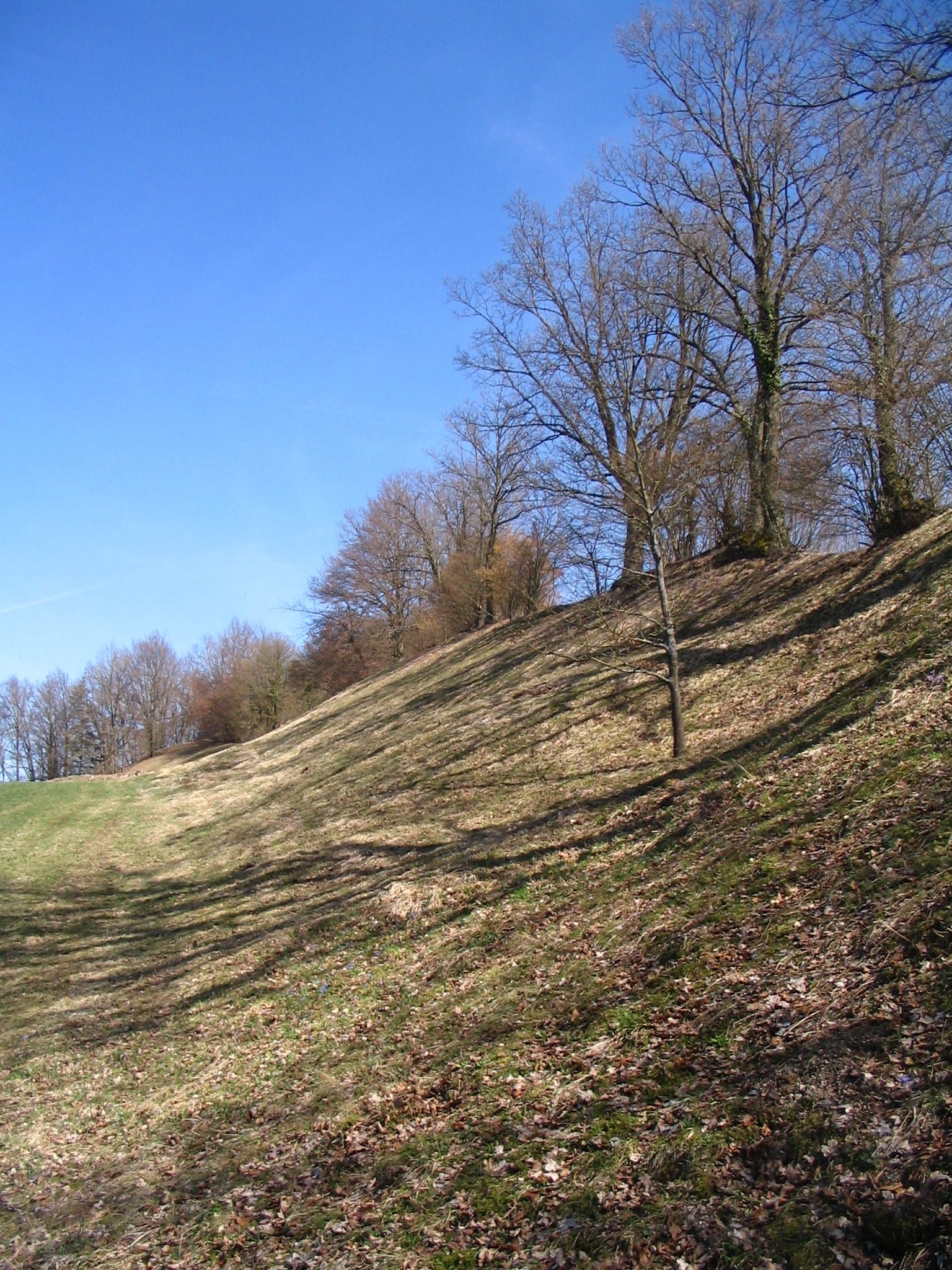
Der zeitlich schwierig einzuordnende Wolfgangswall

Schon früh war der Frauenberg Ziel von Schatzsuchern gewesen. Immer wieder tauchten vorgeschichtliche Funde, besonders keltische Münzen, aus seiner jahrtausendealten, sehr komplexen Siedlungsgeschichte auf. Die einsetzende wissenschaftliche Forschung konzentrierte sich neben der Untersuchung der Klostergründung auch auf das frühe Fundgut. Daneben galt es, die bemerkenswert römisch geprägte Überlieferungsgeschichte des Platzes zu überprüfen. So war der heute noch elf Meter hohe Wolfgangswall früher auch als „Römerwall“ bekannt und Johannes Aventinus berichtete von der Legende, dass der Heilige Rupert von Salzburg (um 650–um 718) über einem Minervatempel eine Kapelle hatte errichten lassen. Der dort heute sichtbare Bau ist eine Barockkirche, die unter Abt Maurus I. Bächl (1713–1743) entstand. Bereits vor 1960 waren spärliche vorflavische Funde vom Frauenberg bekannt, aus denen die Forschung entweder keine sicheren Rückschlüsse zog oder sie teils mehr oder minder stark als einen Beleg für die frühe Anwesenheit des römischen Militärs nahm.
Im Sommer 1966 sollte ein Feldweg, der vom Dorf Weltenburg am südlichen Rand des „Römerwalls“ entlanggeführte, zu einem ganzjährig befahrbaren Wirtschaftsweg ausgebaut werden. Um eine in diesem Bereich vermutete und später auch gesicherte Toranlage ungewisser Zeitstellung zu dokumentieren, fand im Vorfeld des Ausbaus eine kleinflächige Notgrabung statt, die für einige Wissenschaftler belegte, dass der Wall in die Zeit der Ungarneinfälle zu datieren sei. Nach Meinung des Mittelalterarchäologen Walter Sage, der für die Ausgrabungen 1966 verantwortlich zeichnete, wurde dieser Holz-Erde-Wall zur Zeit Wolfgangs von Regensburg (um 924–994) nach einem Brand nochmals wesentlich stärker befestigt, worauf sich der überlieferte Name „Wolfgangswall“ beziehen würde. Es wurde festgestellt, dass nachträglich eine massive Mörtelmauer und ein Turm auf die Wallkrone gesetzt worden waren. Dieser Turm saß etwa in der Mitte des Walls. Am Südende des Erdwerks befand sich ein weiterer, 4,2 × 5,0 Meter umfassender Turm, der schwerere Beschädigungen aufwies, die ausgebessert worden sind. Vor seiner Südwestseite lag ein drei Meter breiter Torweg. Sage schätzte die Steinbauten „eher nachungarisch“ ein. Problematisch blieb die Tatsache, dass die Grabung von 1966 nur sehr wenige Kleinfunde aus dem 10. Jahrhundert hervorbrachte und der Wall in seiner Struktur nur am Rande berührt wurde. Dies ließ keine Aussagen über seinen Aufbau und seine Entwicklung zu. Aus dem in diesem Bereich aufgefundenen Mauerwerk der Verteidigungsanlage konnten ebenfalls keine eindeutigen Rückschlüsse über ihr Alter gezogen werden.
Im Spätsommer 1978 und 1979 führte Spindler in zwei Kampagnen Lehrgrabungen für Fachstudenten am Frauenberg durch. Eine dritte Kampagne folgte 1980. Anstoß hatte spätrömisches Fundmaterial gegeben, das beim Pflügen zu Tage getreten war. Anhand von römischen Kleinfunden definierte er ein von den Studenten aufgedecktes, befestigtes 42 × 15 Meter großes Mauergeviert als Kleinkastell, das sich nahe der 1966 freigelegten Toranlage befand. An der nordwestlichen Schmalseite habe ein mächtiger Turm gestanden, ein kleiner abgemauerter Bereich an der südöstlichen Schmalseite wurde als Mannschaftsunterkunft gedeutet. Einen Graben hat es nicht gegeben und römisches Fundmaterial kam nur außerhalb des Gebäudes aus dem Boden. Die Festlegung auf ein römisches Bauwerk wurde in Fachkreisen von Anfang an unterschiedlich bewertet. Der Provinzialrömische Archäologe Thomas Fischer erläuterte das Ergebnis von Spindlers Grabungen, wonach ein alter keltischer Wall, der noch im Wolfgangswall stecken müsste, von den Römern in der Spätantike als Rückzugsfestung erneuert worden sei. Zeitlich wäre diese Anlage möglicherweise mit dem Ausbau des Donaulimes unter Kaiser Valentinian I. (364 bis 375) anzusetzen. Damals soll auch das Kleinkastell entstanden sein. Zu den frühen römischen Funden gehört neben der Münzreihe aus der ersten Hälfte des 1. Jahrhunderts auch eine glasierte Reibschüssel mit schräg gestelltem Rand, wie sie ebenfalls in den zur Frühphase des Donaulimes gerechneten Kastellen Aislingen, Burlafingen und Nersingen vorkommen. Von der spätrömischen Keramik ist die Argonnensigillata erwähnenswert. Insgesamt wiesen die spätantiken Kleinfunde jedoch einen sehr deutlichen germanischen Einschlag auf und zeigten, dass der Berg noch weit bis ins 5. Jahrhundert bewohnt war.
Zwischen 1990 und 1999 unternahm Rind Rettungs- und Forschungsgrabungen auf dem Frauenberg. Diese veranlassten ihn, die bisher aufgedeckten Steingebäude als aus dem 10. Jahrhundert stammend anzusprechen, wobei das Kleinkastell als Teil einer bischöflichen Burg und Pfalz zu sehen sei. 2004 und 2005 forschte Hensch an der Frauenbergkirche, um Näheres über deren Baugeschichte zu erfahren, dabei konnten keinerlei römische Spuren festgestellt werden. Zu den ältesten Grabungsergebnisse zählte nach den Erkenntnissen des Archäologen insbesondere ein möglicherweise profaner Saalbau aus dem des 9./10. Jahrhundert.
Fischer sprach sich 2008 dafür aus, dass aufgrund des römisch-germanischen Fundaufkommens auf dem Frauenberg mit einer frühkaiserzeitlichen und einer spätrömischen Wehranlage zu rechnen ist, die bisher jedoch noch nicht gefunden werden konnte. Zudem könnte es an dieser Stelle eine spätrömische Höhensiedlung gegeben haben.
2020 stellte Hensch in einem umfangreichen Beitrag noch einmal die mittelalterlichen Befunde vom Frauenberg vor und unterstrich dabei die Funktion des Platzes als Burg der Regensburger Bischöfe des 10. bis 12. Jahrhunderts, während es aus archäologischer Sicht keinerlei Anhaltspunkte für eine spätrömische Nutzung gebe.

## Denkmalschutz
Die erwähnten Anlagen sind als eingetragene Bodendenkmale im Sinne des Bayerischen Denkmalschutzgesetzes (BayDSchG) geschützt. Nachforschungen und gezieltes Sammeln von Funden sind erlaubnispflichtig, Zufallsfunde sind den Denkmalbehörden anzuzeigen.